# Carbonate de diphényle
Le  carbonate de diphényle est un composé organique de formule (C6H5O)2CO. Comme son nom l'indique, c'est l'ester de diphényle de l'acide carbonique. Il est principalement utilisé comme comonomère avec le  bisphénol A pour former certains polymères polycarbonate,. Il est d'ailleurs un produit de décomposition de certains polycarbonates.

## Propriétés
Le  carbonate de diphényle se présente sous la forme d'écailles blanches inodore. Il est pratiquement insoluble dans l'eau. Il est combustible, mais très faiblement inflammable. Il présente des risques aigus ou chronique pour la santé, et est dangereux pour la vie aquatique.

## Production
En 2002, la production mondiale de carbonate de diphényle était de 254 000 tonnes, l'essentiel étant produit par phosgénation du phénol :
2 PhOH + COCl2 → PhOCO2Ph + 2 HCl
L'utilisation de phosgène peut être évitée en effectuant à la place une carbonylation oxydante du phénol avec le monoxyde de carbone :
2 PhOH + CO + [O] → PhOCO2Ph + H2O
Enfin, il est également possible de transestérifier le carbonate de diméthyle avec le phénol :
CH3OCO2CH3 + 2 PhOH → PhOCO2Ph + 2 MeOH
La cinétique et la thermodynamique de cette réaction sont cependant défavorables. Par exemple, à haute température, le carbonate de diméthyle tend plutôt à méthyler le phénol en anisole.

## Applications
Le carbonate de diphényle est principalement utilisé dans la production de polycarbonates par transestérification avec le bisphénol A, produisant aussi du phénol. Cette réaction est particulièrement intéressante car elle permet d'éviter l'utilisation du phosgène hautement toxique.
Ces polycarbonates peuvent ensuite être recyclés en inversant le procédé : transestérifier le polycarbonate avec le phénol pour donner du carbonate de diphényle et di bisphénol A.